# Alsósajó
Alsósajó (szlovákul: Nižná Slaná, németül: Nieder-Salz) község Szlovákiában, a Kassai kerület Rozsnyói járásában.

## Fekvése
Rozsnyótól 14 km-re északnyugatra, a Szlovák Érchegységben, a Sajó jobb partján.

## Élővilága

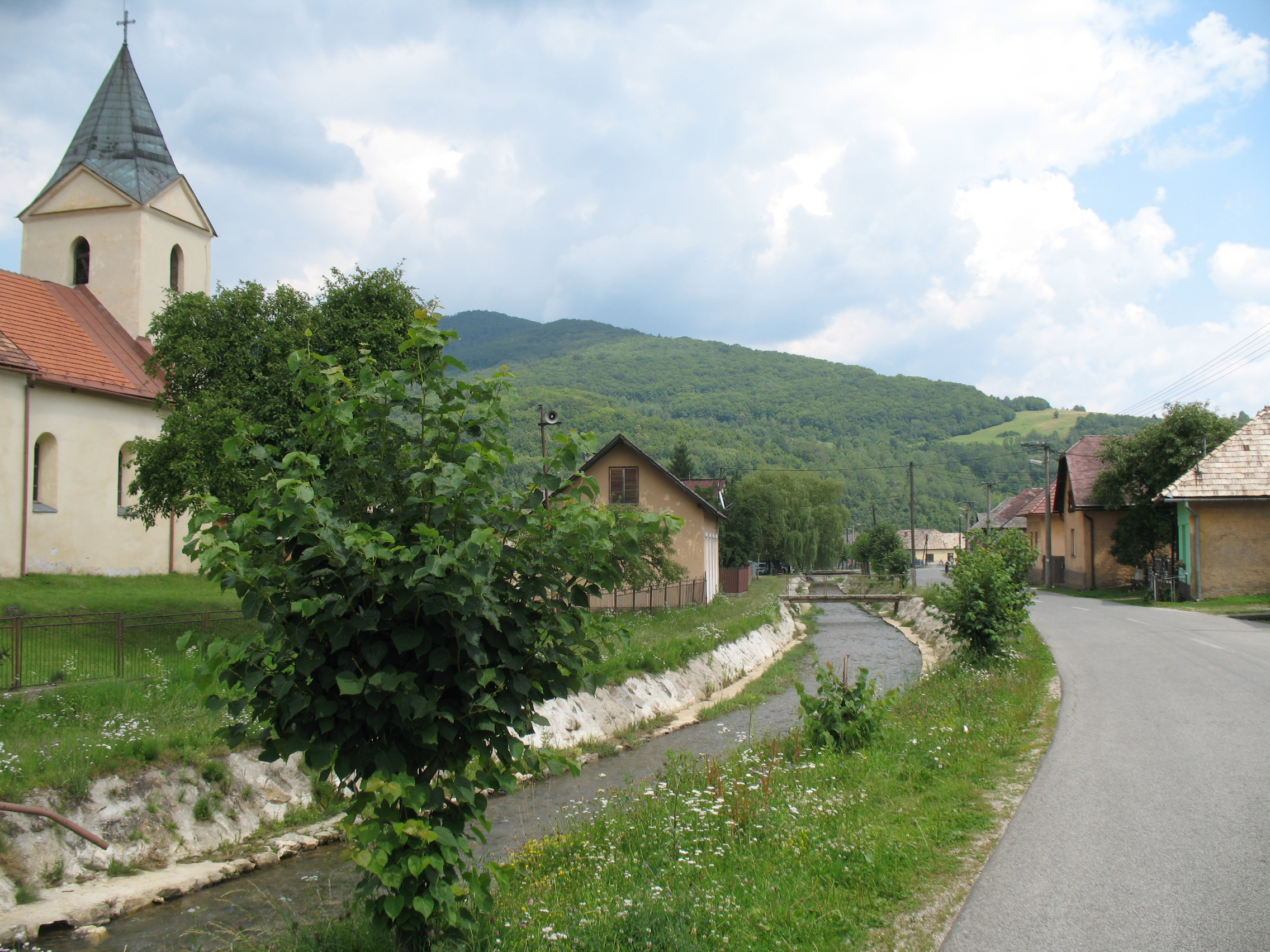
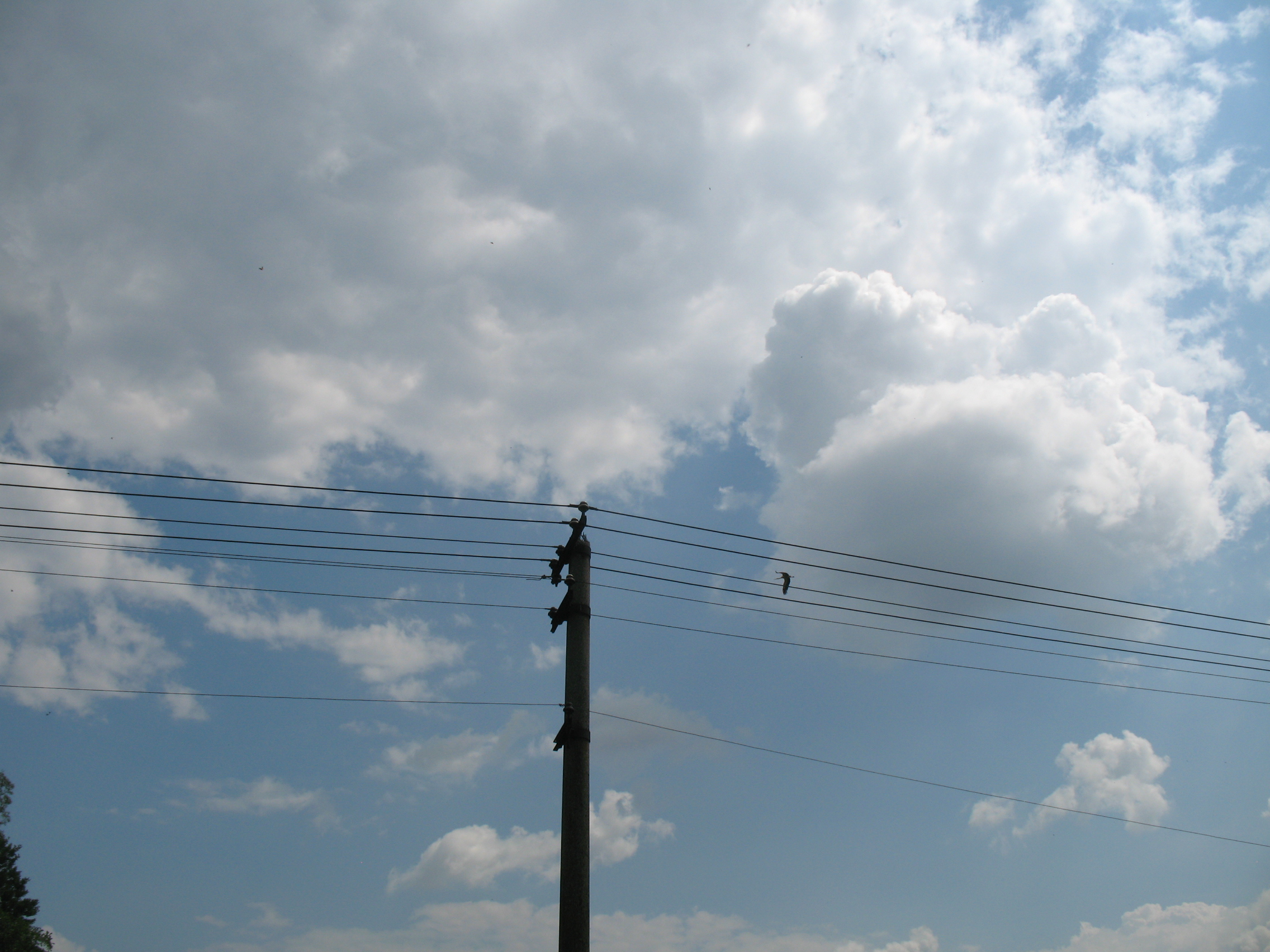

A faluban egy gólyafészket tartanak nyilván. 2014-ben 3 fiókát számoltak össze.

## Története
A települést 1320 és 1363 között alapította az Ákos nemzetség. Első írásos említése 1363-ban „Sayow” néven történt. 1423-ban „Alsosayo”, 1599-ben „Also Saio” néven szerepel az írott forrásokban. A 15. században a Csetneky család birtokában állt. 1427-ben 10 portával adózott a Csetneky családnak. Jiskra huszitái a 15. század közepén kisebb erősséget, Kismurány várát építették ide, mely 1459-ben Hunyadi Mátyás hadjárata során megsemmisült. Lakói bányászattal, mezőgazdasággal és állattartással foglalkoztak. A 17. és a 19. század között az Andrássy család tulajdona volt. Az 1773-as urbárium szerint 52 jobbágy és 12 zsellér élt a községben.
A 18. század végén Vályi András így ír róla: „Alsó, és Felső Sajó. Két tót falu Gömör Várm. Alsónak földes Ura Gr. Andrásy Uraság, Felsőnek pedig több Uraságok; fekszik ez Dobsinához, amaz pedig Nagy Vezvereshez közel, mellyeknek filiájik; lakosaik többen evangelikusok, határbéli földgyeik középszerűek; vashámorjok is van.”
1828-ban 74 házában 602 lakos élt. Német lakói az évszázadok során fokozatosan elszlovákosodtak. A 19. század elején három vasolvasztó, három hámor, a század végétől vasgyár működött a községben. Fellendült a bányászat is, bányáiban vasat és higanyt bányásztak. A falu alapításának kezdetétől a mai napig bányászközség, bányatelepe 1868-ban keletkezett. Lakói is főként bányászok voltak.
A 19. század közepén Fényes Elek leírásában: „Sajó (Alsó), Nulni Slana, tót falu, Gömör és Kis-Honth egyesült vgyékben, Dopschinához délre 2 órányira, a Sajó mellett, 196 kath., 406 evang. lak., evang. anyaszentegyházzal. Határában vas, és kevés réz s kényeső ásatik; hámorral is bir. F. u. a gr. Andrásy nemzetség. Láthatni itt egy dombon valamelly régi vár romjait, mellyen hajdan Kis-Muránynak neveztek.”
Borovszky Samu monográfiasorozatának Gömör-Kishont vármegyét tárgyaló része szerint: „Alsósajó, a Sajóvölgyben fekvő tót kisközség. Házainak száma 104, túlnyomóan ág. ev. h. vallású lakosai pedig 653. E község 1423-ban már a Bebekek birtokaként és Krasznahorka vár tartozékaként szerepel. 1559-ben I. Ferdinánd Horváth Balázst iktattatja be a Bebekek birtokába. 1659-ben már az Andrássy család az ura. Régente szabadalmas bányaváros volt. Határában hajdani Kismurány nevű várának csekély maradványa látható. E várat állítólag a csehek építették, de 1459-ben elfoglalták tőlük. 1678-ban német alakú Niedersalz és tót hangzású Nisna Slana nevével is találkozunk. Hajdan híres czinóber- és higanybányái voltak, melyek ma is mívelés alatt állanak, és régi híres vasbányái is, melyeket az Andrássyak ősei nyitottak meg. Itt van a rimamurány-salgótarjáni vasmű r. t. „Etelka” nevű vasgyára is. A községben levő ág. h. ev. templom 1594-ben épült. A faluban van posta, távíró és vasúti állomás.”
1920-ig Gömör-Kishont vármegye Rozsnyói járásához tartozott.

## Népessége
| Év:            | 1994. | 2004.    | 2014.   | 2024.   |
| -------------- | ----- | -------- | ------- | ------- |
| Emberek száma: | 1073  | 1207     | 1247    | 1240    |
| Eltérés:       |       | +12,48 % | +3,31 % | -0,56 % |

| Év:            | 2023. | 2024.   |
| -------------- | ----- | ------- |
| Emberek száma: | 1248  | 1240    |
| Eltérés:       |       | -0,64 % |

1880-ban 683 lakosából 585 szlovák, 30 magyar, 29 német, 11 egyéb anyanyelvű és 28 csecsemő volt.
1900-ban 653 lakosából 557 szlovák, 61 magyar, 34 német és 1 egyéb anyanyelvű.
1910-ben 594-en lakták: 494 szlovák, 70 magyar, 22 német és 8 egyéb anyanyelvű.
2001-ben 1186 lakosából 1071 szlovák és 65 cigány volt.
2011-ben 1210 lakosából 1109 szlovák és 56 cigány.
2021-ben 1204 lakosából 1139 szlovák, 11 cigány, 8 magyar (0,66%), 3 cseh, 43 ismeretlen nemzetiségű.

## Nevezetességei

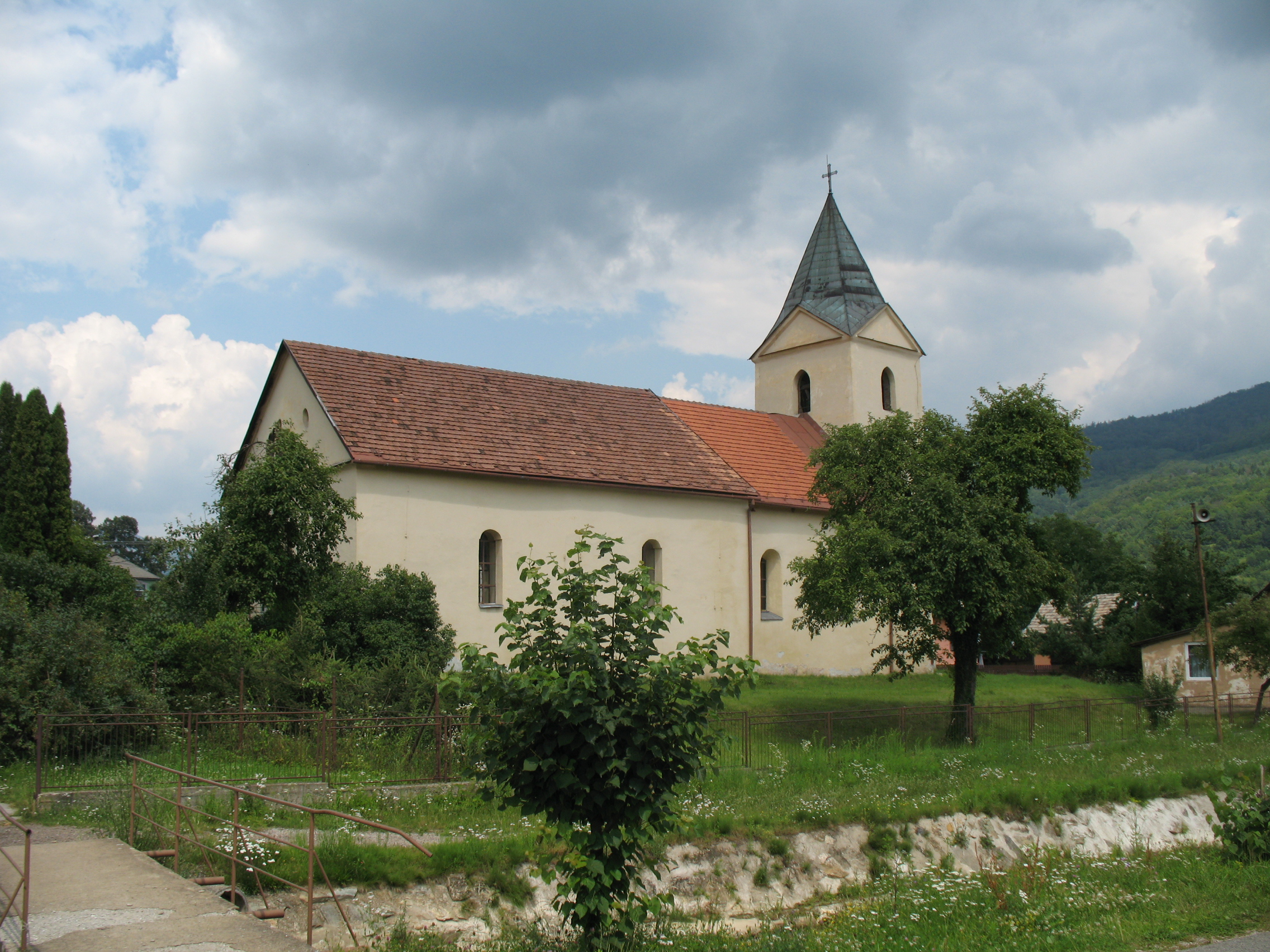
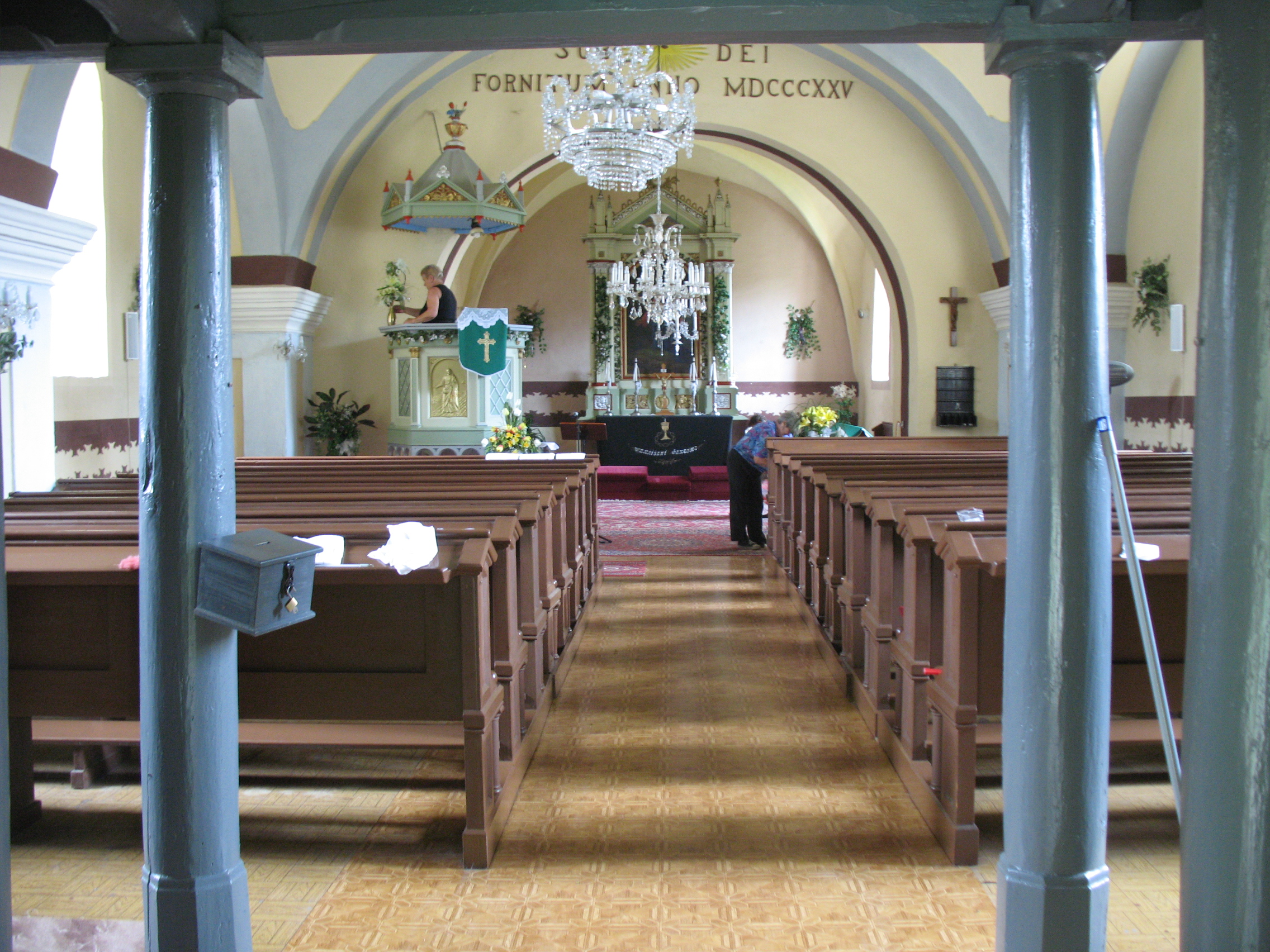
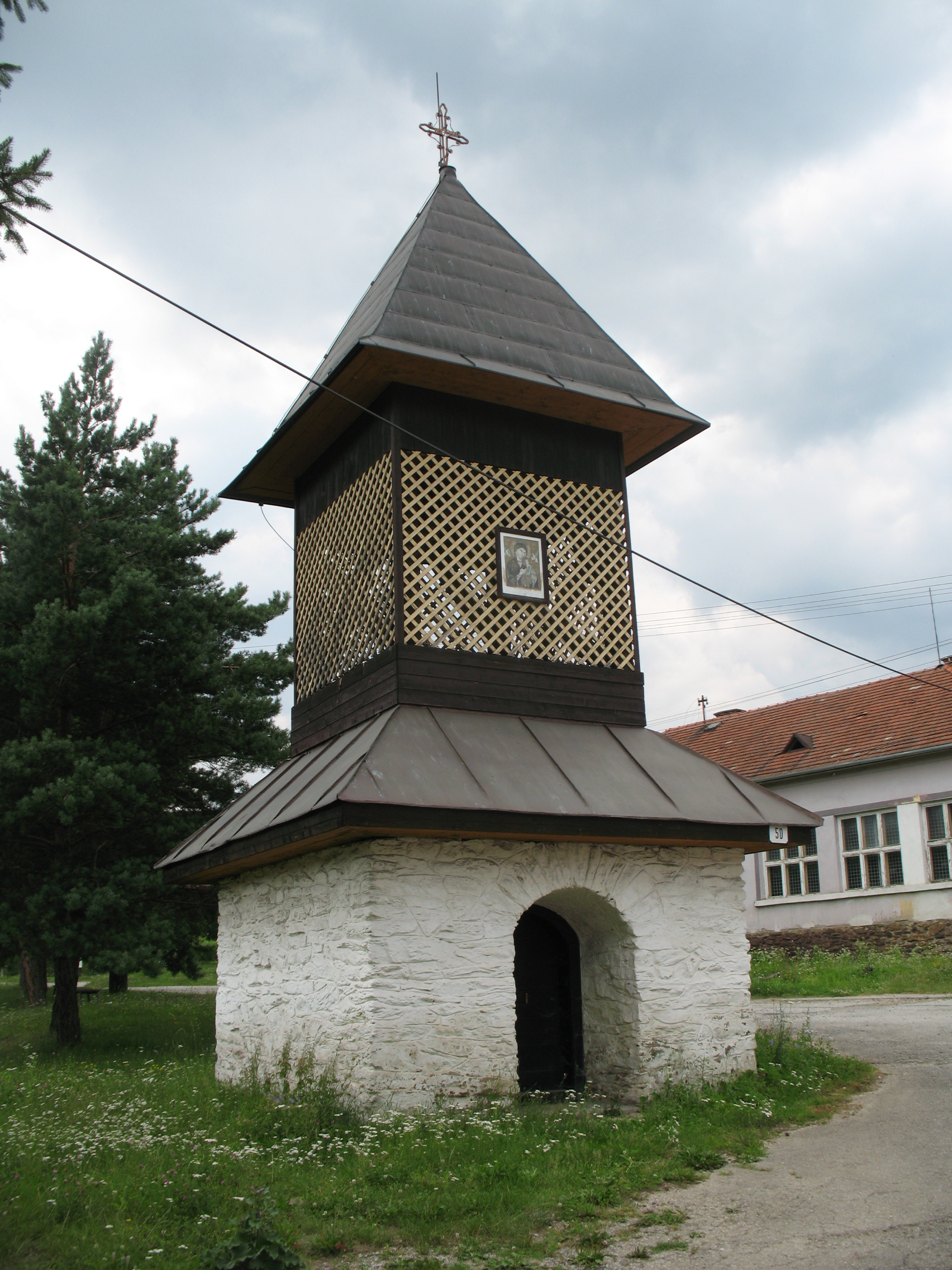
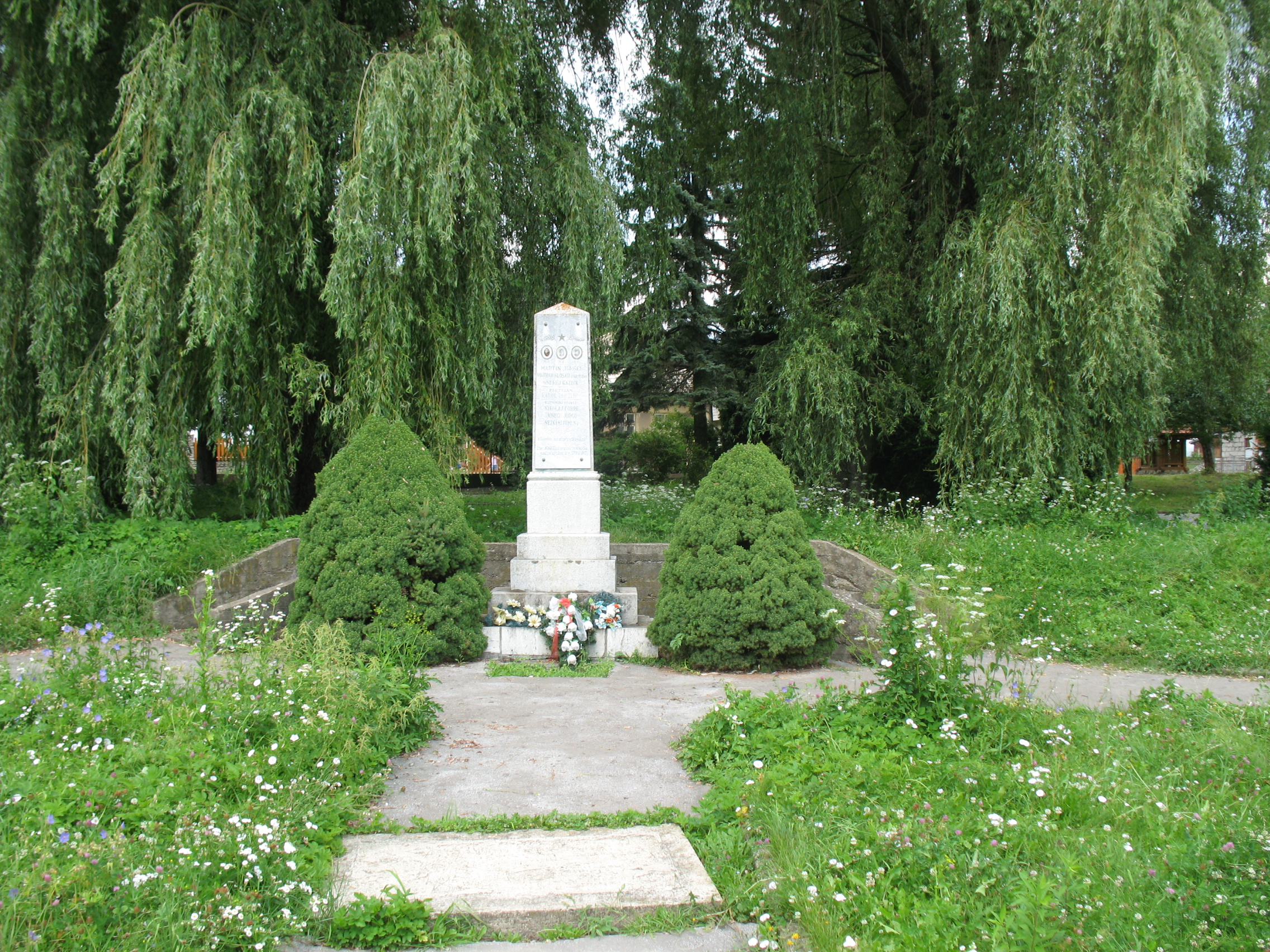
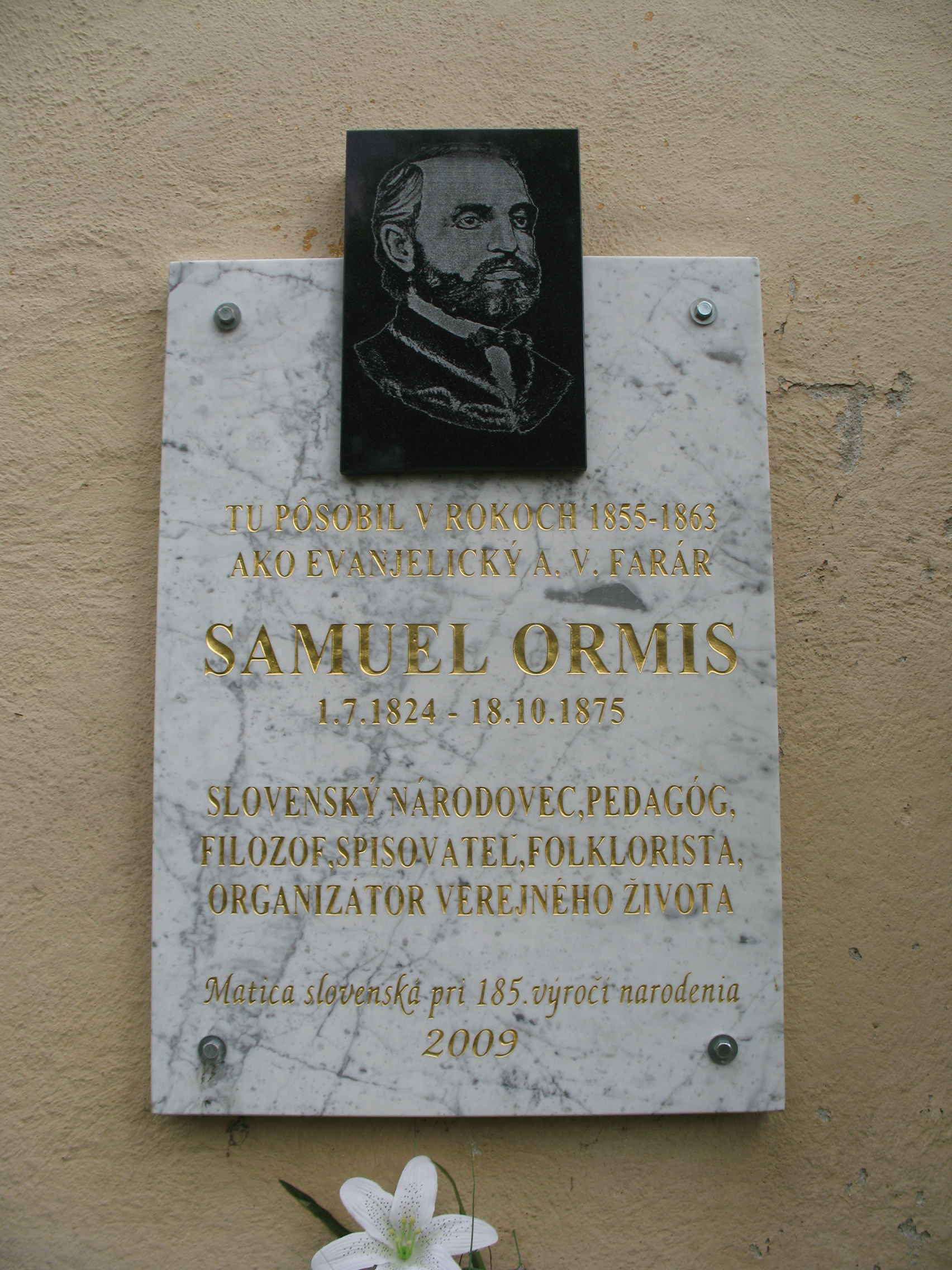
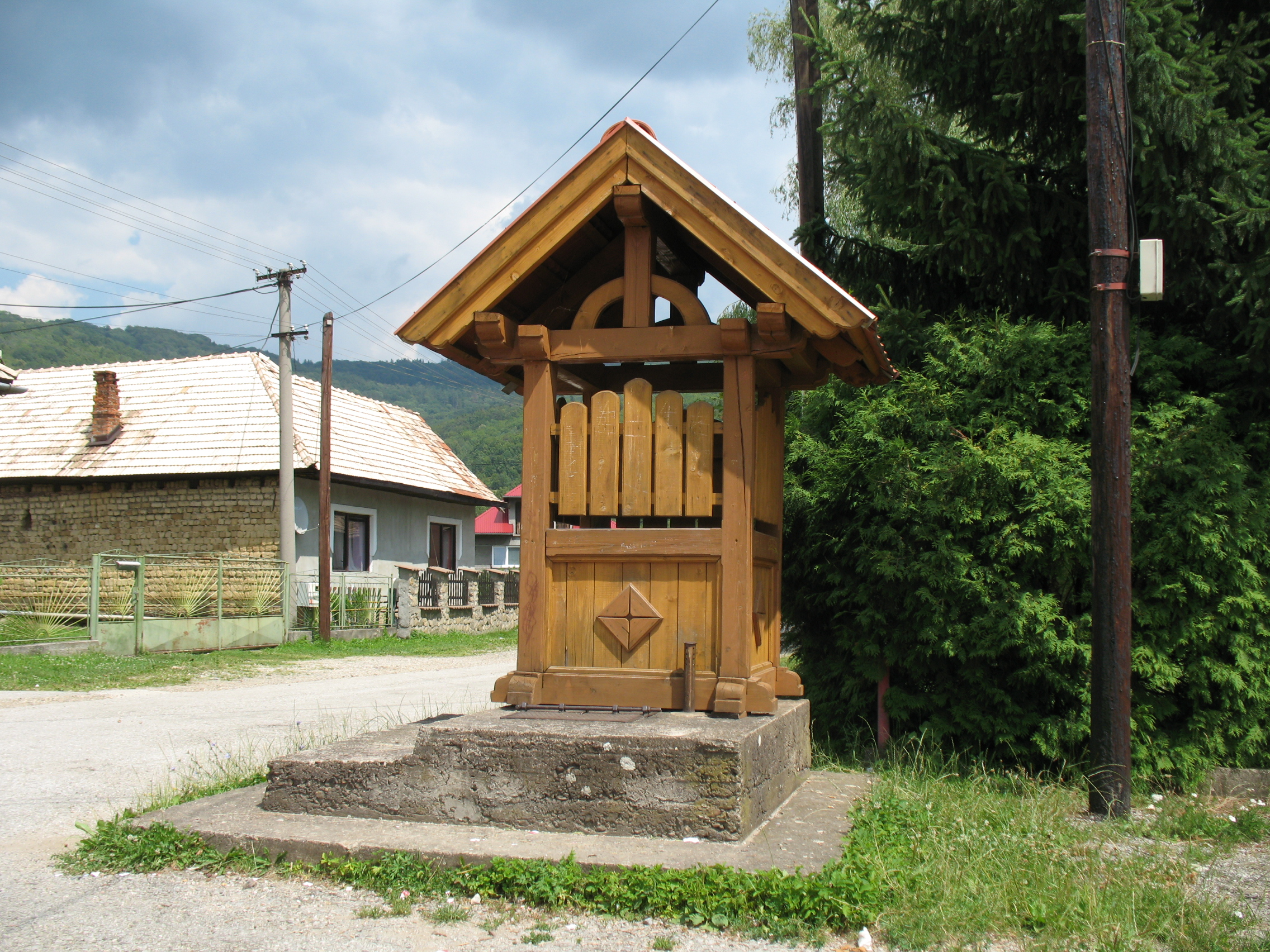

- Evangélikus temploma a 14. században épült gótikus stílusban. Az eredeti gótikus templomból a többszöri átépítés után mára csak az ablakok és az előtér freskói maradtak fenn. Tornyát 1594-ben építették hozzá. Oltárképe 1869-ben készült.
- 1867-ben épített nagyolvasztója a vasércbánya területén áll. 1907-ig működött, amikor gazdaságossági okokból leállították.
- Az evangélikus plébánia 1825-ben épült.
- A falu feletti hegycsúcson találhatók Kismurány, vagy más néven Sajóvár várának romjai. Az egykori várból mára csak az egykori torony körvonala és az északi oldalon emelt sánc maradványai látszanak.

## Gazdasága
- Vasércbányája 2008 októberében szüntette be a kitermelést.[8]